# 푸퉈산

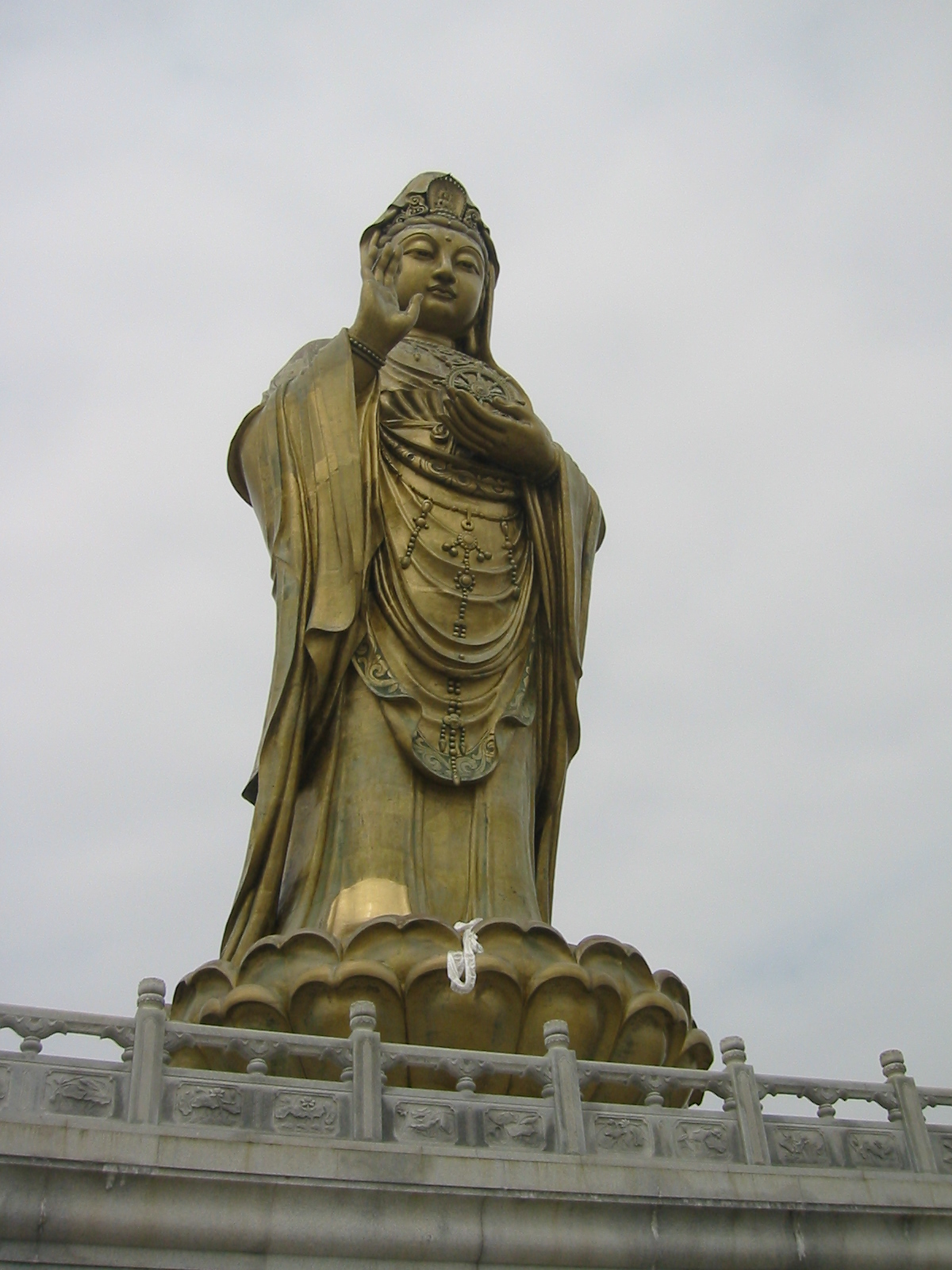
보타산 관음상

보타산(중국어 간체자: 普陀山, 병음: Pǔtúo Shān)은 중국 저장성 항저우만 끝자락에서 동쪽으로 약 100해리 밖의 저우산 군도에 있다.

## 개요
행정 구역 상으로 저우산 시 푸퉈 구 푸퉈산 진이다. 섬의 전체 면적은 12.5 평방킬로미터이며, 최고봉은 불정산으로 300m 높이다. 무엇보다 보타산이 유명한 것은 중국 4대 불교명산의 하나라는 점이다. 보타산은 관음보살의 도량이며, 현재 20여개의 사찰과 암자가 있다. 그 중 가장 큰 것은 보제선사(普濟禪寺), 법우선사(法雨禪寺), 혜제선사(慧濟禪寺)이다. 또한 중국의 대표적인 불교 대학이 있다.

## 역사
서한 때는 매잠(梅岑)으로 불렸다.
불교의 전성기인 당나라 때부터 관음보살을 모시게 되어 가정(嘉定) 7년(1214년) 관음도량(觀音道場)으로 지정되었다.
불교에서 관음보살이 산다는 산인 보타락이라는 이름이 붙어 보타산으로 불렸고, 송나라 때는 백화산(白華山)으로도 불렸다.
한참 불교 전성기 산에는 3대사찰, 88개 암자, 128개 모봉에 3000명의 승려가 있었다고 한다.

## 보타산 풍경구
보타산 풍경구는 총 면적 41.95km2이며, 구불구불한 해안선이 길게 뻗어있고 백사장이 넓고 부드러우며 기이한 돌들이 천태만상을 이루고 동굴과 깊은 골짜기들이 절경을 이룬다.
유명 명소로는 다보탑(多寶塔), 천보사(千步沙), 반타석(磐陀石), 심자석(心字石), 이귀석(二龜石), 범음동(梵音洞), 조음동(潮音洞), 조양동(潮陽洞) 등이 있다.

## 주요 선사
- 보제선사(普濟禪寺)
- 법우선사(法雨禪寺)
- 혜제선사(慧濟禪寺)

## 사진

난하이 관음

## 같이 보기
중국 사대 불교명산은 다음과 같다.
- 오대산 - 문수보살의 성지
- 구화산 - 지장보살의 성지
- 아미산 - 보현보살의 성지
- 보타산 - 관음보살의 성지